# Marija Tonković
Marija Tonković, coniugata Pavićević (in serbo Марија Тонковић-Павићевић?; 23 novembre 1959), è un'ex cestista jugoslava.

## Carriera
Con la Jugoslavia ha disputato i Giochi olimpici di Mosca 1980 e due edizioni dei Campionati europei (1980, 1981).